# STS-61-B
STS-61-Bは、アメリカ航空宇宙局 (NASA) のスペースシャトル計画の23回目の飛行であり、アトランティスにとって2回目の飛行である。スペースシャトルは、1985年11月26日にフロリダ州のケネディ宇宙センターから打ち上げられた。STS-61-Bの間、乗組員は3機の通信衛星を放出し、宇宙ステーションの建設技術の試験を行った。アトランティスは、6日間と21時間の飛行を終え、1985年12月3日16時33分(EST)にカリフォルニア州のエドワーズ空軍基地に着陸した。
アトランティスは、STS-51-Jの着陸のわずか54日後に発射され、オービタの帰還から発射までの最短期間を達成した。このミッションには、メキシコ人として初めての宇宙飛行士であるロドルフ・ネリー・ヴェラが参加したことでも知られる。

## 乗組員
- 船長 - ブリュースター・ショウ（英語版） (2)
- 操縦手 - ブライアン・オコナー（英語版） (1)
- ミッションスペシャリスト1 - シャーウッド・スプリング（英語版） (1)
- ミッションスペシャリスト2 - マリー・クリーヴ（英語版） (1)
- ミッションスペシャリスト3 - ジェリー・ロス (1)
- ペイロードスペシャリスト1 - チャールズ・ウォーカー（英語版） (3)
- ペイロードスペシャリスト2 - ロドルフ・ネリー・ヴェラ（英語版） (1)

### バックアップ
- ペイロードスペシャリスト1 - ロバート・ウッド
- ペイロードスペシャリスト2 - Ricardo Peralta y Fabi

## シャトル
1985年10月7日にSTS-51-Jのミッションが終わり、エドワーズ空軍基地に着陸した後、アトランティスは10月12日にケネディ宇宙センターに戻った。シャトルは直接オービタ整備施設に移動し、そこで飛行後の検査と飛行前の準備を同時に受けた。
オービタ整備施設に入って、スペースシャトル計画の歴史上最速となるわずか26日後の11月7日、シャトルはスペースシャトル組立棟に移動した。アトランティスには、外部燃料タンクと固体ロケットブースターを取り付けられ、1985年11月12日にケネディ宇宙センター第39発射施設Aに移動した。

## ペイロード

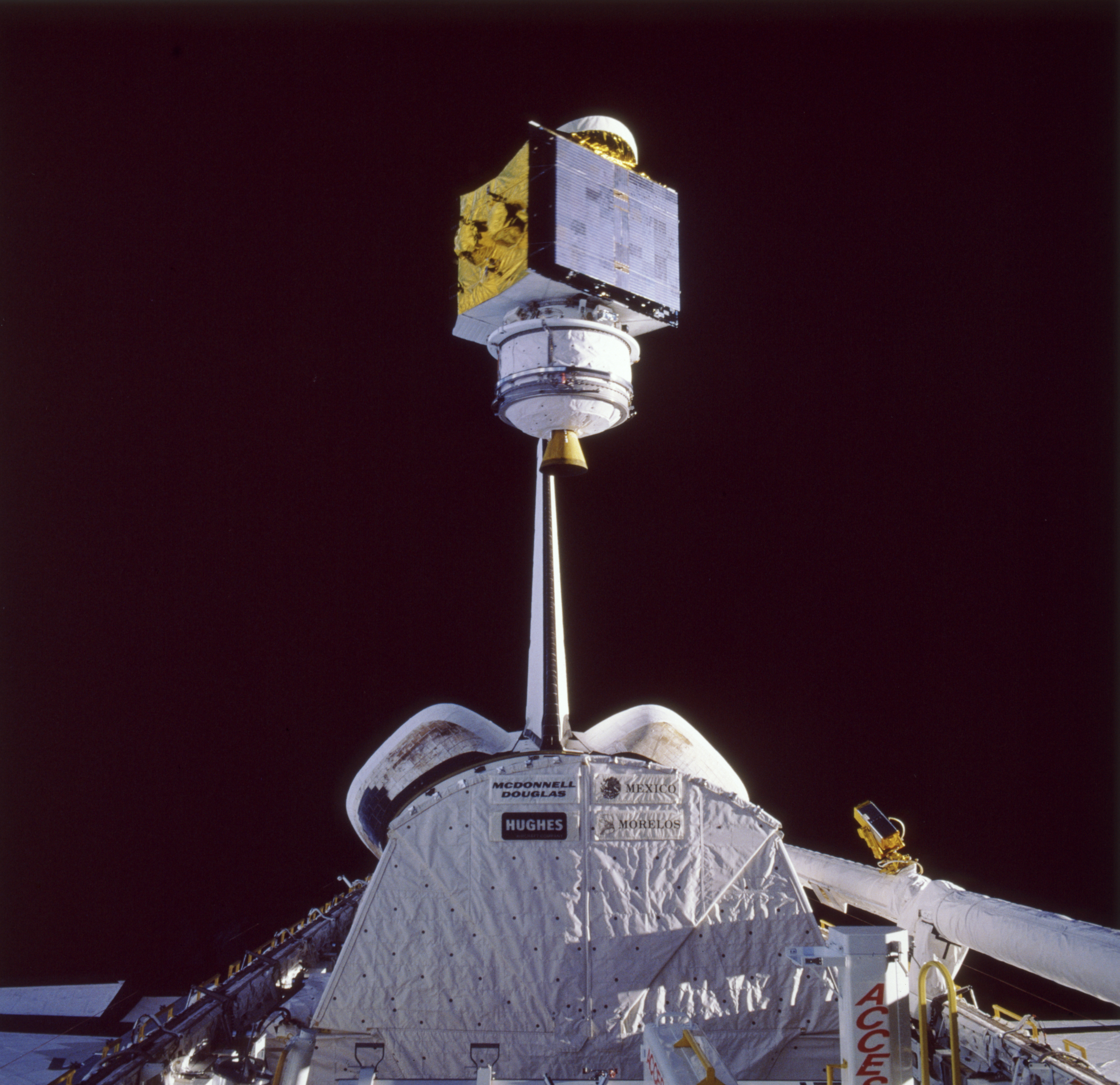
Satcom K2衛星の展開

このミッションでは、Aussat 2、Morelos II、Satcom K2の3つの人工衛星が展開された。最初の2つはそれぞれのシリーズの2機目であり、1機目はそれぞれSTS-51-IとSTS-51-Gの間に展開された。両機とも、静止トランスファ軌道に達するためのPAM-Dブースターを備えたヒューズ・エアクラフト社のHS-376衛星であった。一方、Satcom K2はRCA 4000シリーズの衛星であった。RCAは、Satcom K2を含む衛星システムを所有、運営していた。この衛星は、PAM-Dブースターよりも大型のPAM-D2ブースターを用いて展開された。このブースターがスペースシャトルから使われるのは初めてのことであった。
3機の衛星とも展開に成功し、ブースターは自動的に添加して衛星を静止トランスファ軌道に運んだ。それぞれの衛星は、遠点で搭載されたキックモーターを起動し、赤道上の円軌道に入った。

### ミッドデッキのペイロード
- Continuous Flow Electrophoresis System (CFES)
- Diffusive Mixing of Organic Solutions (DMOS)
- Morelos Payload Specialist Experiments (MPSE)とOrbiter Experiments (OEX)

### その他
チェックのレース旗がアトランティスに乗せて宇宙に運ばれた。この旗は、現在、インディアナポリス・モーター・スピードウェイ・ホール・オブ・フェイム博物館に展示されている。

## ミッションの概要

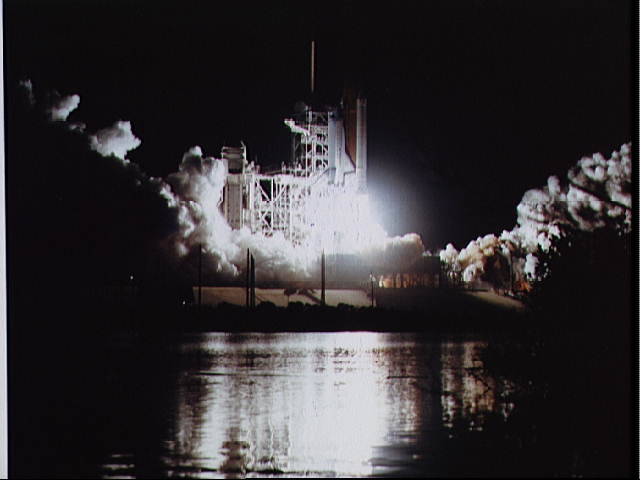
STS-61-Bでの夜間のアトランティスの打上げ

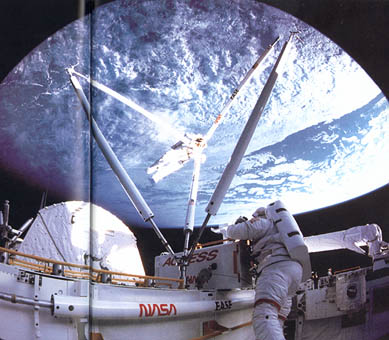
EASE構造の建築

アトランティスは、1985年11月26日19時29分にケネディ宇宙センター第39発射施設Aから打ち上げられた。この打上げは、スペースシャトル計画で2回目の夜間の打上げとなり、また1985年で最後の9回目の打上げとなった。
ミッションの主目的は、宇宙空間で大きな構造を組み立てる実験であるEASE/ACCESSであった。EASE/ACCESSは、ラングレー研究所とマーシャル宇宙飛行センターとのジョイントベンチャーであった。ACCESSは、多くの小さな支柱や節から構成される高層タワーであり、EASEは少数の大きな桁や節で構成される逆ピラミッドのような構造であった。この2つで、宇宙空間において大きな構造を組み立てることが実現できることが実証された。宇宙飛行士のジェリー・ロスとシャーウッド・スプリングは、このミッション中に2度の船外活動を行った。カーゴベイに備えられたIMAXカメラは、EASE/ACCESSの作業に従事する宇宙飛行士の活動を撮影した。
ロスはEASEの作業の後半で、「これはもしかしたら宇宙ステーションの建設に適した方法ではないかもしれない」と語った。宇宙飛行士は、船外活動で最も難しかったのは、EASEの桁を固定する際に、彼ら自身の体を回転させることであったと報告した。ACCESSの作業は順調に進んだが、EASEの作業では自由浮遊の状態にならなければならない時間が多すぎた。宇宙飛行士は、5から6日間のミッションで、1日おきに6時間の船外活動であれば可能であると判断し、手の疲れを減らすためにグローブの交換を勧告した。選外活動を終えた後、ロスは、「特に、オービタに設置された宇宙ステーションの部品を組み立て、それらをロボットアームの届く距離よりも遠くに移動させる等、特定の場合に非常に役に立つ」ことから、2回目の船外活動で用いるためにManned Maneuvering Unit (MMU)を準備しようと試みたと語った。彼は、MMUは、MMUはケーブルや器具をロボットアームの射程を超えて設置する場合にも使えると付け加えた。
このミッションの間、ロドルフ・ネリー・ヴェラは、主にヒトの生理学に関連する一連の実験を行った。彼はまた、地球観測の一環として、メキシコやメキシコシティの写真を撮影した。チャールズ・ウォーカーは再び、3度目の飛行となった、微小重力下で薬品を開発する装置であるContinuous Flow Electrophoresis Systemの操作を行った。3Mのために行われたDiffusive Mixing of Organic Solutions (DMOS)の実験も成功した。
この実験の目的は、地上で成長させるよりもより大きくより純粋な単結晶を成長させることである。アトランティスのペイロードベイに格納されたGetaway Specialのキャニスタでは、微小重力下での鏡の製造等を含むカナダの学生の実験が行われた。
このミッションで行われた全ての実験が成功し、全ての装置の運用にも成功した。アトランティスは、6日間と21時間5分のミッションを終え、1985年12月3日16時33分(EST)、エドワーズ空軍基地に無事着陸した。エドワーズ空軍基地の照明の問題のため、アトランティスは、予定されていたよりも1周早く着陸した。着陸の際のロールアウト距離は10,759フィートで、78秒間であった。

## 船外活動
STS-61-Bのミッションの間、宇宙ステーションの建設で使われる組立て技術を実証するため、ジェリー・ロスとシャーウッド・スプリングによって、2度の船外活動が行われた。
- 1度目 - 11月29日、5時間32分
- 2度目 - 12月1日、6時間41分

## 起床コール
NASAは、ジェミニ計画の時に、宇宙飛行士のために音楽を使い始め、アポロ15号の時に初めて起床のために音楽を使った。それぞれの曲は、しばしば宇宙飛行士の家族が特別に選んだもので、個々の乗組員にとって特別な意味を持ったものか、日々の活動に適したものである。
| 日    | 曲                         | 歌手/作曲家                    | 対象の宇宙飛行士       |
| ----- | -------------------------- | ------------------------------ | ---------------------- |
| 2日目 | "Air Force Hymn"           |                                | ブリュースター・ショー |
| 3日目 | "America the Beautiful"    |                                |                        |
| 4日目 | 『海兵隊讃歌』             |                                | ブライアン・オコナー   |
| 5日目 | "Notre Dame Victory March" |                                | ジェリー・ロス         |
| 6日目 | "ボーン・イン・ザ・U.S.A." | ブルース・スプリングスティーン |                        |